# ألكسندر غاولاند
ألكسندر غاولاند (بالألمانية: Alexander Gauland) (و. 1941  م) هو سياسي، ومؤلف، ومحاماة، وصحفي، وكاتب غير روائي، من ألمانيا، ولد في كيمنتس، هو عضوٌ في البديل من أجل ألمانيا، وكان عضو في الاتحاد الديمقراطي المسيحي من 1973 حتى 2013.

## مناصب
تولى منصب عضو في البوندستاغ الألماني، وعضو مجلس الشورى الموحد براندنبورغ.

## التعليم
تعلم في جامعة ماربورغ، وجامعة غيسن.

## مناصب وهيئات
كان مسؤولًا في الوزارة الاتحادية للبيئة، حماية الطبيعة، البناء والسلامة النووية.

## وجهات النظر السياسية
وفقا لتقرير بي بي سي، ألكسندر غاولاند هو معارض لوجود الإسلام في ألمانيا حيث يرى أن «الإسلام هو ظاهرة سياسية وليس جزءا من ألمانيا».

## روابط خارجية
- ألكسندر غاولاند على موقع IMDb (الإنجليزية)
- ألكسندر غاولاند على موقع مونزينجر (الألمانية)
- ألكسندر غاولاند على موقع قاعدة بيانات الفيلم (الإنجليزية)